# Kingdoms Disdained
Kingdoms Disdained è il nono album in studio del gruppo musicale death metal statunitense Morbid Angel, pubblicato nel 2017 dalla Silver Lining Music.

## Descrizione
L'album figura un netto cambio di formazione rispetto al precedente e discusso Illud Divinum Insanus del 2011, con l'uscita di David Vincent, Destructhor e Tim Yeung e il ritorno del cantante e bassista Steve Tucker. Insieme a Tucker e al frontman e chitarrista Trey Azagthoth si aggiunge inoltre il nuovo batterista Scott Fuller.
Secondo Tucker, Azagthoth nell'album ha voluto ritornare alle sonorità puramente death metal dei primi album della band, e a un album che "un fan dei Morbid Angel si aspetterebbe dai Morbid Angel".

## Tracce
1. Piles of Little Arms – 3:44
2. D.E.A.D. – 3:00
3. Garden of Disdain – 4:24
4. The Righteous Voice – 5:03
5. Architect and Iconoclast – 5:44
6. Paradigms Warped – 3:59
7. The Pillars Crumbling – 5:05
8. For No Master – 3:28
9. Declaring New Law (Secret Hell) – 4:21
10. From the Hand of Kings – 4:02
11. The Fall of Idols – 4:48

CD bonus nelle edizioni speciale, limitata e deluxe
Complete Acid Terror
1. Piles of Little Arms – 3:47
2. BattleBots – 3:01
3. Sludge Creeper – 4:26
4. Acid Crusher – 5:45
5. 7 String Swing – 5:06
6. Warped – 3:58
7. Secret Hell – 4:19

## Formazione
Gruppo
- Steve Tucker – voce, basso
- Trey Azagthoth – chitarra, cori in For No Master
- Scott Fuller – batteria

Altri musicisti
- Dan Vadim Von – chitarra solista in Declaring New Law (Secret Hell)